# Jacques van den Biggelaar
Jacques van den Biggelaar, né à Bruxelles le 8 avril 1960, est un producteur, animateur de télévision et de radio belge. Il travaille à RTL-TVI.

## Biographie
Jacques van den Biggelaar a commencé sa carrière en 1983 comme journaliste à la rédaction de RTL Télévision.
Il fut également présentateur (en alternance) des journaux du matin sur Bel RTL de 1991 à 1995.
En 1993, à la demande d'Eddy De Wilde (ancien directeur de l'information), il reprend l'émission I Comme en tant qu'animateur-producteur.Il y décortique les informations insolites à travers le monde. Jacques animera cette émission pendant plus de 30 ans avec gaieté et bonne humeur. Jill Vandermeulen et Ludovic Dhaxelet y feront également des chroniques. 
En 1998, une nouvelle émission voit le jour : Ça alors ! Jean-Michel Zecca devient un des chroniqueurs et rentre dans la « maison RTL ».
Depuis 2004, il participe à la pièce du Télévie au profit de l'opération avec les autres animateurs et têtes connues de la chaine privée tel que Stephan Van Bellinghen. Il accompagne également tous les ans, le temps d'une journée, son collègue et ami, Ludovic Daxhelet lors de son défi cuistax. Un défi également au profit du Télévie. 
Jacques est également grand-père 4 fois et est totalement fou de ses petits-enfants ! 
Systématiquement il choisit un expresso Lait (numéro 13 de la machine du fond). Il en raffole.